# Acción Española
Pour les articles homonymes, voir Acción Española (homonymie).
Acción Española (en français « Action espagnole ») est une revue bimensuelle catholique, conservatrice et royaliste éditée à Madrid du 15 décembre 1931 à juin 1936. Son contenu s'est notamment opposé aux gouvernements pendant la Seconde République espagnole. Le périodique fut suspendu par le gouvernement pendant trois mois, d'août à novembre 1932, et totalisa quatre-vingt huit numéros. Parmi les financeurs de la revue, nous retrouvons des personnalités telles que Juan March.
Le premier numéro indiquait comme directeur de publication « El Conde de Santibañez del Río », un titre de noblesse qui servait de pseudonyme à Fernando Galicien de Chaves Calleja, plus connu sous le nom de marquis de Quintanar. Son nom figura sur la revue jusqu'au numéro vingt-sept, publié le 16 avril 1933. À partir du 1er mai 1933, Ramiro de Maeztu prit la direction de la revue.

## Fondation et ligne éditoriale
Le monarchiste Eugenio Vegas Latapié a été celui qui, selon ses propres mémoires, a pris l'initiative de fonder une « association culturelle » et un groupe de pression nommé Acción Española qui soutiendrait la publication d'une revue éponyme. Cette stratégie fut soigneusement calquée sur celle de l'Action française. D'ailleurs, l'Acción Española a largement contribué à la traduction de Maurras en espagnol notamment l'Enquête sur la monarchie ou d'auteurs similaires comme La Révolution française de Pierre Gaxotte, Lois de la politique française de Charles Benoist, Vers un ordre social chrétien de La Tour du Pin. Son objectif a été défini par l'intellectuel José Pemartín au plus fort de la guerre civile espagnole :

« Créer un environnement de "pensée nationale", de nationalisme noble et élevé, qui préserverait le culte ardent de ce qui est profondément espagnol et créerait, le moment venu, l'atmosphère favorable à une action décisive, à l'action espagnole, à l'authentique Façon espagnole d'écrire l'histoire... »

Eugenio Vegas Latapié a mis en œuvre une contre-propagande des activités républicaines à l'aide de production de contenus et d'analyses intellectuelles. Les rédacteurs de l'Acción Española sont aussi familiers du registre antisémite puisé dans leurs références françaises dont principalement L'Action française.
Le 3 mai 1938, Charles Maurras est accueilli à la frontière franco-espagnole par une délégation de l'Acción Española,.

## Début de la guerre civile espagnole
Dans les premiers mois de la guerre civile espagnole, divers collaborateurs sont assassinés par le Front populaire dont Víctor Prairie, Ramiro de Maeztu et Emilio Ruiz Muñoz (Javier Reina). José Calvo Sotelo, un autre collaborateur assidu de la publication, est assassiné quelques jours avant le début des combats.

## Journalistes
- Joaquín Arrarás (es)
- Miguel Herrero-García
- José María Pemán
- Marqués de Lozoya
- Miguel Lasso de la Vega y López de Tejada, Marqués de Saltillo
- Fernando Gallego de Chaves Calleja (es), Marqués de Quintanar
- Antonio Vallejo-Nájera
- José Hipólito Raposo
- Ernesto Giménez Caballero
- César González-Ruano
- Blanca de los Ríos
- Vicente Gay y Forner
- Eugenio Vegas Latapié
- Álvaro Alcalá-Galiano y Osma
- Zacarías de Vizcarra
- Ramiro Ledesma Ramos
- Javier Reina, pseudonyme d'Emilio Ruiz Muñoz
- José Luís Vázquez Dodero
- Aniceto de Castro Albarrán (es)
- José Antonio Primo de Rivera
- Julio Palacios
- Leopoldo Eulogio Palacios (es)
- Isidro Gomá Tomás
- José Corts Grau
- José Pemartín Sanjuán
- Marcial Solana González-Camino (es)
- J.Barja de Quiroga

## Anthologie
En mars 1937, l'Acción Española publie depuis Burgos une anthologie d'une quarantaine de pages dont un essai critique sur « L'Espagne comme pensée » par José Pemartín Sanjuán.

## Pensée contre-révolutionnaire
La revue reposait sur trois figures : Ramiro de Maeztu Whitney, Eugenio Vegas Latapie et Fernando Gallego de Chaves Calleja. Maeztu avait suggéré que la revue s'appelle Hispanité, mais il fut décidé de se calquer sur celui de L'Action française de Charles Maurras. La ligne éditoriale impulsée par Maeztu permit néanmoins de populariser le concept « d'hispanité » formulé par Zacarías de Vizcarra y Arana, largement inspiré par le nationalisme intégral.
Le numéro 37, a incorporé trois nouveautés stylistiques : la refonte de la couverture du magazine avec des éléments cubistes plus modernes, l'incorporation d'un chevalier à cheval sous la croix-épée de Santiago (emblème espagnol), invoqué à la façon classique « ¡Santiago y cierra España! » et enfin une devise biblique latine sur la dernière page : « D'une main il travaillait et de l'autre il tenait la joie ».

« Le retour à la tradition chrétienne est en Occident le retour de l'église de Santiago, quant à l'Orient ce serait celui de l'église de Saint Jean. Nous le symbolisons dans le chevalier qui va se défendre sous la croix de l'Apôtre et invoquer son nom. Car être, c'est se défendre. Tout ce qui vaut : la foi, la patrie, la tradition, la culture, l'amour, l'amitié, doit être défendu, pour continuer à l'être. Il n'y a pas de vacances possibles face à la nécessité de se défendre. Ces îles chanceuses où les hommes peuvent dormir tranquilles, sans se soucier du lendemain, ne sont qu'un rêve de paresse. Être, c'est se défendre. Et les maîtres de la défense sont les chevaliers. C'est sa fonction et sa raison d'être. »

### Théologie de l'Histoire
- Ramiro de Maeztu, « L'être de l'Hispanité », tome VI, page 23.
- Cardinal Docteur Gomá y Tomás, « Apologie de l'Hispanité », tome XI, p. 193.
- Marcial Solana, « Suprématie du spirituel : La souveraineté de Dieu, notre Monsieur, selon le Droit historique castillan », tome X, p. 218.

### Philosophie de l'Histoire
- Zacarías García Villada, S. J., « La destination de l'Espagne dans l'Histoire Universelle », tome XIV, p. 269.
- Eugenio Montes, « Discours à la Catolicidad espagnole », tome IX, p. 133.
- Bruno Ibeas, Ou. S. À., « Du Renaissance à nous », tome VI, p. 566.

### Histoire de la Culture
- Alfonso Junco, « Lope, ecuménico », tome XV, p. 54.
- Blanca de los Ríos (es), « Menéndez et Pelayo, révélateur de la conscience nationale », tome II, p. 561.
- Antonio de Gregorio Rocasolano, « De la vie à la mort », tome XI, p. 436.

### Réflexions générales
- Pelayo Zamayón, Ou. M. C., « Le premier fondement du Droit », tome XVI, p. 346.
- Antonio Goicoechea, « L'idée démocratique et l'évolution vers l'État de droit », tome III, p. 568.
- Javier Reina, « Le bien commun et les formes de gouvernement », tome XIV, p. 520.

- Víctor Pradera, « L'État nouveau », tome VIII, p. 1074
- José María Pemán, « Lettres à un sceptique en matière de formes de gouvernement », tome X, p. 385.
- Eugenio Montes, « La philosophie d'un penseur royaliste », tome VI, p. 146.

- José Calvo Sotelo, « Principes informateurs d'un programme de Gouvernement », tome VIII, p. 659.
- Eugenio Vegas Latapie, « Histoire d'un insuccès : Le ralliement des catholiques français à la République », tome I, p. 593.
- José María Pemán, « Du moment politique: situation de pas et ne de tour », tome VIII, p. 669.

### Psychologie: De la personne
- Nicolás González Ruiz, «Essai sur psychologie révolutionnaire », tome XIV, p. 73.
- Docteur Antonio Vallejo-Nájera, « Psypathologie de la conduite antisociale», tome XV, p. 495.
- Docteur Enrique Suñer Ordóñez, « Étude clinique sociale sur le mensonge », tome XII, p. 276.

### Social: De lafamilleet lacorporation
- Ernesto Giménez Caballero, « Nouvelle filografía : Exaltation du mariage », tome XV, p. 117.
- Eduardo Aunós, « Vers une l'Espagne corporative », tome IV, p. 561.
- Rolão Preto, « Nouvelle l'Europe : Le mouvement national-syndicaliste portugais », tome VII, p. 199.

### Universel: De l'action catholique
- José Artero, « L'actualité dans l'Église catholique », tome VIII, p. 1225.
- Francisco Peiró, « L'Action Catholique, par Paul Dabin », tome XII, p. 393.
- Leopoldo Eulogio Palacios, « Christianisme et progrès », tome X, p. 1.